# 明堂站
明堂站（韓語：명당역）是朝鮮民主主義人民共和國黃海北道祥原郡的一個鐵路車站，属于明堂线。

## 邻近车站
明堂线
大园站 - 明堂站